# 다이라다테촌 (이와테현)
다이라다테촌(平舘村)은 이와테현 이와테군에 설치되었던 촌이다.